# Michael Møller (diplomat)
 For alternative betydninger, se Michael Møller. (Se også artikler, som begynder med Michael Møller)
Michael Ivar Georges Christen Severin Møller (født 9. november 1952) er en dansk diplomat. Møller er den nuværende generaldirektør ved FN's kontor i Genéve (UNOG). Han blev udnævnt til posten i 2015 efter at have været fungerende generaldirektør fra 2013.

## Udtalelser
Den 21. januar 2019 udtalte Møller på det første åbne møde i Geneve i 2019 sig om det akutte behov for global militær nedrustning mellem verdens nationer.